# Pyronia multiocellata
Pyronia multiocellata är en fjärilsart som beskrevs av Charles Oberthür 1915. Pyronia multiocellata ingår i släktet Pyronia och familjen praktfjärilar. Inga underarter finns listade.